# Reggiane Re.2002
El Reggiane Re.2002 Ariete fue un cazabombardero monomotor de ala baja fabricado por la compañía italiana Reggiane a principios de los años 40, basándose en un rediseño del Reggiane Re.2000. A partir del Re.2002 se desarrolló el también cazabombardero Reggiane Re.2003, del cual únicamente se construyó un prototipo, ya que la Regia Aeronautica perdió interés en el modelo.

## Diseño y desarrollo

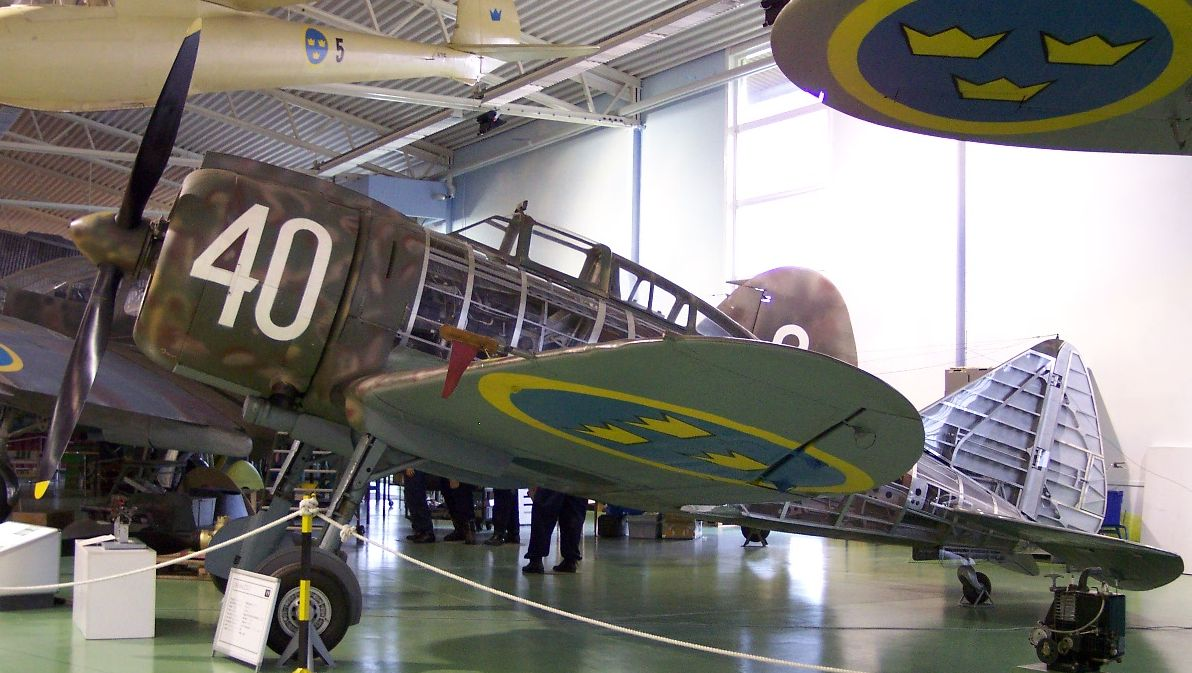
Reggiane Re.2000, modelo que sirvió de base para el desarrollo del Re.2001, expuesto en el museo de la Fuerza Aérea Sueca.

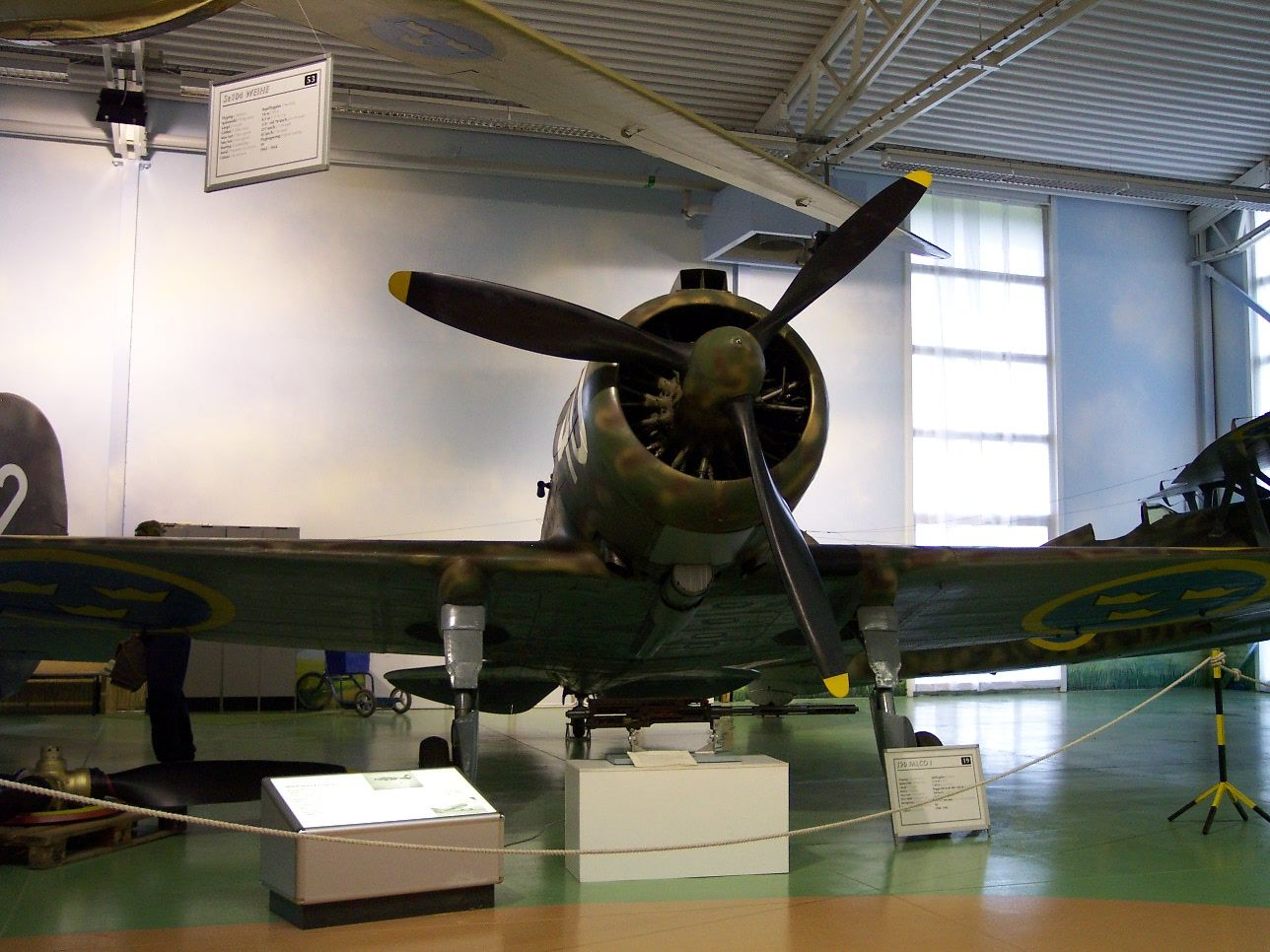
Vista frontal del Reggiane Re.2000 del Museo de la Fuerza Aérea Sueca.

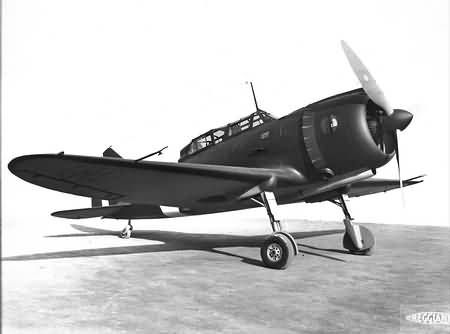
Reggiane Re.2003, avión de reconocimiento que evolucionó del Reggiane Re.2002.

El Reggiane Re.2002 comenzó con un proyecto para la conversión del Reggiane Re.2000 a las especificaciones que requería la Regia Aeronautica, incluido el rediseño de la estructura alar y de los tanques de combustible. El contrato para la simple conversión del Re.2000 acabó convirtiéndose para la compañía Reggiane en la base para un nuevo avión. El Re.2002 fue diseñado por los ingenieros italianos Roberto Longhi y Antonio Alessio, que comenzaron modificando y reforzando el fuselaje de un Re.2000, unido a la estructura alar de un Re.2001 y a un motor radial más potente, el Piaggio P.XIX R.C.45, que proporcionaba 1.175 cv y que le permitía alcanzar una velocidad de 530 km/h (329 mph). La decisión de retomar los motores radiales se debía principalmente a la dificultad de obtener en esos momentos los motores alemanes Daimler-Benz DB 601, además de la preferencia del propio Longhi por los motores radiales.
El primer prototipo del Re.2002 realizó su primer vuelo en octubre de 1940, aproximadamente tres meses después que el Re.2001. Durante el periodo de evaluación el prototipo, aparecieron problemas de fiabilidad con los motores radiales de Piaggio, y por lo tanto el avión pasó a formar parte principalmente en misiones de ataque, gracias también a que tenía una gran capacidad de carga, de acuerdo a los estándares italianos de la época.

## Historia operacional
En el mes de septiembre de 1941, la Regia Aeronautica ordenó 200 unidades del modelo, entregas, que comenzaron a hacerse efectivas en marzo de 1942. El avión pasó a formar parte del 5º Stormo (5ª bandada) y del 50º Stormo (50.ª bandada), a pesar de que los problemas del motor que instalado en el modelo no fueron completamente solucionados. El primer lote de 100 aviones terminó de ser entregado en julio de 1943, sin embargo, solo una parte del segundo lote fue entregado, a raíz del armisticio italiano con los aliados, que suponía la salida de Italia de la Segunda Guerra Mundial.
Los escuadrones equipados con el Reggiane Re.2002 realizaron un gran trabajo en sus misiones contra los desembarcos de los Aliados en la isla de Sicilia, aunque también sufrieron numerosas bajas. Durante los primeros cuatro días, cuando la Regia Aeronautica se lanzaba a atacar a los barcos aliados, 14 Re.2002 fueron destruidos por los británicos Supermarine Spitfire Mk V. Además, las incursiones de bombarderos aliados y los ataques a los aeródromos donde los Re.2002 estaban basados supusieron la destrucción de muchas unidades. También, debido a la escasez de combustible que en esos momentos se daba, los Re.2002 fueron usados únicamente de manera esporádica, a menudo equipados con tres bombas de 100 o 250 kg.
Una de las últimas escaramuzas en las que estuvieron presentes los Re.2002 tuvo lugar el 3 de septiembre de 1943, cuando el 8º Ejército británico desembarcó en Calabria, al sur de Italia. 15 Re.2002 que formaban parte del 5º Stormo atacaron a los británicos basados en el lugar, muriendo tres de los pilotos italianos, entre los cuales se encontraba Giuseppe Cenni, que era el comandante de la unidad.
Los alemanes mostraron interés en la adquisición de 300 Reggiane Re.2002 a finales de 1942, antes del armisticio italiano para equipar a la Luftwaffe. Entre sus planes se encontraba el de solucionar las deficiencias del motor Piaggio con la introducción del motor radial de fabricación alemana BMW 801, que equipaba a algunas versiones de los cazas Focke-Wulf Fw 190. Sin embargo, la compañía Reggiane no pudo satisfacer la demanda alemana, y ninguno pudo ser entregado, aunque después del armisticio italiano, algunos de los Re.2002 recién salidos de fábrica en ese momento, junto con 20 unidades requisadas pasaron a formar parte de la Luftwaffe, donde fueron usados para luchar contra la resistencia francesa.

## Variantes
La compañía Reggiane realizó varios intentos por mejorar el avión, entre los cuales destacaron 18 unidades fabricadas para la realización de bombardeos en picado. Hubo un Re.2002 que fue equipado con la estructura alar de un Reggiane Re.2005, mientras que otro prototipo fue provisto del motor V12 alemán Daimler-Benz DB 601. Por último, también hubo un prototipo fabricado específicamente para funcionar como torpedero.
El avión de reconocimiento Reggiane Re.2003 derivaba directamente del Re.2002. Esta variante realizó su primer vuelo el 29 de junio de 1941, y consistía en un Re.2002 alargado para conseguir espacio para un segundo asiento en la cabina. En diciembre de ese mismo año, la Regia Aeronautica realizó un pedido de 200 unidades, que fue finalmente cancelado ya que la misma perdió interés en ella, por lo que al final únicamente se fabricó un prototipo.

## Operadores
Alemania nazi
- Luftwaffe

 Italia

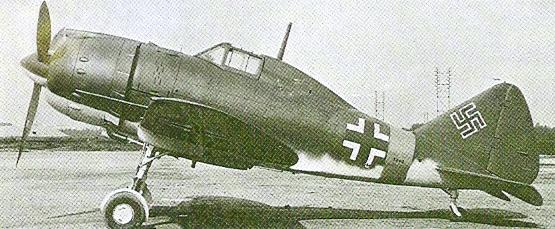
Reggiane Re 2002 Luftwaffe

- Regia Aeronautica: llegó a contar con 149 unidades.[5]

## Especificaciones (Re.2002)
Referencia datos: Century of Flight

### Características generales
- Tripulación: 1
- Longitud: 8,16 m
- Envergadura: 11 m
- Altura: 3,15 m
- Superficie alar: 20,4 m²
- Peso vacío: 2.400 kg
- Peso máximo al despegue: 3.240 kg
- Planta motriz: 1× Piaggio P.XIX RC 45, radial de 14 cilindros en doble fila.
  - Potencia: 876 kW (1175 HP; 1191 CV)

### Rendimiento
- Velocidad máxima operativa (Vno): 530 km/h
- Alcance: 1100 km (594 nmi; 684 mi)
- Techo de vuelo: 10 500 m (34 450 ft)
- Carga alar: 32,45 lb/ft²

### Armamento
- Ametralladoras: 4× Breda-SAFAT

  - 2 x 12,7 mm.
  - 2 x 7,70 mm.
- Puntos de anclaje: 3 con una capacidad de 650 kg, para cargar una combinación de:  
  - Bombas: de diverso tipo.

## Unidades conservadas
Se tiene constancia de dos unidades del Reggiane Re.2002 que se conservan en la actualidad:
- El fuselaje restaurado de un Re.2002 que perteneció a la Luftwaffe se encuentra expuesto como monumento en la ciudad francesa de Limoges.
- Otro Re.2002 está siendo actualmente restaurado, para en un futuro ser expuesto en el museo de la Fuerza Aérea Italiana (Regia Aeronautica) que se encuentra cerca de Roma.

### Desarrollos relacionados
- Reggiane Re.2003

### Aeronaves similares
- Focke-Wulf Fw 190
- Junkers Ju 87
- Grumman F4F Wildcat
- Republic P-47 Thunderbolt
- Hawker Tempest
- Hawker Typhoon
- Ilyushin Il-2

### Secuencias de designación
- Aviones de Reggiane: Re.2000 • Re.2001 • Re.2002 • Re.2003 • Re.2004 • Re.2005 • Re.2006 • Re.2007